# Conrad McRae
Conrad McRae (1971. – 2000.) je američki košarkaš i državni reprezentativac. Igrao je na mjestu centra. Visine je 211 cm. Igrao je u Euroligi sezone 1998./99. za turski Fenerbahçe Ülker iz Istanbula.
S reprezentacijom SAD-a osvojio je zlato na prvenstvu američkog kontinenta za igrače do 18 godina koje se igralo 1990. u urugvajskom Montevideu.